# Moore (Oklahoma)
Moore – miasto w Stanach Zjednoczonych, w stanie Oklahoma, w hrabstwie Cleveland. Nawiedzone trzykrotnie przez tornado (1999, 2003, 2013) w przeciągu 20 lat.